# 窪田藩
窪田藩（くぼたはん）は、陸奥国菊多郡（現在の福島県いわき市）に存在した藩。菊多藩あるいは菊田藩とも呼称される。

## 概要
磐城平藩主であった鳥居忠政が元和8年（1622年）に山形藩へ移封されると、平には新たに内藤政長が、そして別に2万石で内藤忠興が入った。このとき、政長の娘婿である土方雄重が下総多古藩から窪田に1万石を与えられる。雄重は能登国内に1万石を領していたため、合計2万石の大名として入部し、ここに窪田藩が立藩した。雄重は寛永5年（1628年）に37歳で死去し、その跡を子の雄次が継ぐ。雄次は新田開発や酒井用水・五箇村灌漑用水の造営、寺社造営や修築に尽力し、藩政の基礎を築き上げ、延宝8年（1680年）1月28日に70歳で死去した。雄次は死の前年11月27日に次男の土方雄隆に家督を譲っていた（長男の雄信は病弱を理由に家督を継げず）。このとき、雄隆は弟の雄賀に2000石を分与している。
しかし雄隆も病弱だったのか、天和3年（1683年）5月13日に窪田に赴くとき、病を理由に異母弟の貞辰に家督を譲ろうと幕府に請うた。ところが家臣団の一部から雄信の子の内匠を擁立する一派が現われ、家督をめぐっての御家騒動が発生した。この御家騒動は雄隆の側室の射殺事件まで起こす有様となり、これを知った幕府によって貞享元年（1684年）7月22日、窪田藩は改易となり、雄隆は越後国村上藩の榊原政邦預かりとなった。その後、窪田の所領は幕府直轄となった。
ただし、土方雄賀の家系は存続を許され、旗本として15代を継いで、明治時代を迎えることとなった。

## 歴代藩主
土方家
2万石→1万8000石 外様
1. 雄重
2. 雄次
3. 雄隆